# HD 186584
HD 186584，又名CP-67 3680，SAO 254658、HR 7513，是一颗恒星，视星等为6.45，位于銀經329.18，銀緯-30.5，其B1900.0坐标为赤經19h 40m 4.5s，赤緯-67° -30.5′ 35″。